# Leslie Parrish

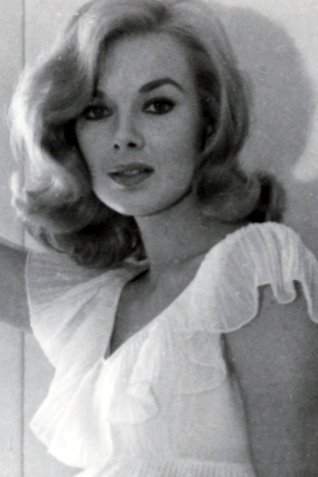
Leslie Parrish (ca. 1962)

Leslie Parrish (* 13. März 1935 in Melrose, Massachusetts als Marjorie Hellen) ist eine US-amerikanische Filmschauspielerin und Fotomodell.

## Leben
Sie begann ihre Karriere zunächst als Fotomodell, ehe sie ab 1955 begann, als Schauspielerin tätig zu sein. Bis 1959 arbeitete sie unter ihrem Geburtsnamen, ehe sie sich das Pseudonym Leslie Parrish gab. Parrish war dabei vor allem in den 1950er, 1960er und 1970er Jahren eine gefragte Darstellerin, die gelegentlich auch als Sängerin tätig war. Auch war Parrish Aktivistin gegen den Vietnamkrieg.
Bei den Dreharbeiten zum Oscar-gekrönten Meisterwerk Die Möwe Jonathan lernte Leslie Parrish den Air-Force-Piloten und Drehbuchautor Richard Bach kennen, den sie 1977 heiratete. Die Ehe hielt 20 Jahre lang; 1997 erfolgte die Scheidung.

## Filmografie
- 1955: Ein Mann namens Peter (A Man Called Peter)
- 1955: Daddy Langbein (Daddy Long Legs)
- 1955: How to Be Very, Very Popular
- 1955: Die jungfräuliche Königin (The Virgin Queen)
- 1955: Das Mädchen auf der Samtschaukel (The Girl in the Red Velvet Swing)
- 1956: Meine Frau, der Leutnant (The Lieutenant wore Skirts)
- 1956: Die Macht und ihr Preis (The Power and the Prize)
- 1956: Das schwache Geschlecht (The Opposite Sex)
- 1957: Die Spur des Gangsters (Hot Summer Night)
- 1957: Die große Schuld (Man on Fire)
- 1958: Panzer–Spähtrupp Totenkopf (Tank Battalion)
- 1958: Bestie des Grauens (Missile to the Moon)
- 1959: Steve Canyon (Fernsehserie, 1 Folge)
- 1959: The Rough Riders (Fernsehserie, 1 Folge)
- 1959: Li’l Abner
- 1959: Bold Venture (Fernsehserie, 2 Folgen)
- 1959–1961: 77 Sunset Strip (Fernsehserie, 2 Folgen)
- 1960: Tightrope (Fernsehserie, 1 Folge)
- 1960: The Aquanauts (Fernsehserie, 1 Folge)
- 1960: Es geschah in den Zwanzigern (The Roaring 20’s, Fernsehserie, 1 Folge)
- 1960: Bat Masterson (Fernsehserie, 2 Folgen)
- 1960: Ein Fall für Michael Shayne (Michael Shayne, Fernsehserie, 1 Folge)
- 1960–1961: Perry Mason (Fernsehserie, 3 Folgen)
- 1960–1962: Hawaiian Eye (Fernsehserie, 2 Folgen)
- 1960–1962: The Red Skelton Show (Fernsehserie, 3 Folgen)
- 1961: Acapulco (Fernsehserie, 1 Folge)
- 1961: Ende gut – alles gut (Hot Off the Wire, Fernsehserie, 1 Folge)
- 1961: Unter heißem Himmel (Follow the Sun, Fernsehserie, 1 Folge)
- 1961: Surfside 6 (Fernsehserie, 2 Folgen)
- 1961: Tote können nicht mehr singen (Portrait of a Mobster)
- 1962: Bachelor Father (Fernsehserie, 1 Folge)
- 1962: Botschafter der Angst (The Manchurian Candidate)
- 1963: Alcoa Premiere (Fernsehserie, 1 Folge)
- 1963: Der Fuchs geht in die Falle (For Love or Money)
- 1963: Channing (Fernsehserie, 1 Folge)
- 1964: The Lieutenant (Fernsehserie, 1 Folge)
- 1964: Stunde der Entscheidung (Kraft Suspense Theatre, Fernsehserie, 1 Folge)
- 1964: Kentucky Jones (Fernsehserie, 1 Folge)
- 1964: The Reporter (Fernsehserie, 1 Folge)
- 1964: …und ledige Mädchen (Sex and the Single Girl)
- 1965–1966: Verrückter wilder Westen (The Wild Wild West, Fernsehserie, 2 Folgen)
- 1966: Meine drei Söhne (My Three Sons, Fernsehserie, 1 Folge)
- 1966: Drei auf einer Couch; auch: Jerry, der Patientenschreck (Three on a Couch)
- 1966–1967: Batman (Fernsehserie, 3 Folgen)
- 1967: Tarzan (Fernsehserie, 1 Folge)
- 1967: Raumschiff Enterprise  (Star Trek, Fernsehserie, 1 Folge)
- 1967: Good Morning World (Fernsehserie, 1 Folge)
- 1967: Solo für O.N.C.E.L. (The Man from U.N.C.L.E., Fernsehserie, 1 Folge)
- 1967: Nachdenkliche Geschichten (Insight, Fernsehserie, 1 Folge)
- 1967: The Money Jungle
- 1968: Iron Horse (Fernsehserie, 1 Folge)
- 1968: Big Valley (Fernsehserie, 1 Folge)
- 1968: The Candy Man
- 1968–1970: Mannix  (Fernsehserie, 3 Folgen)
- 1969: Lieber Onkel Bill (Family Affair, Fernsehserie, 1 Folge)
- 1969: Die teuflischen Acht (The Devil’s 8)
- 1969: Petticoat Junction (Fernsehserie, 1 Folge)
- 1969: To Rome with Love (Fernsehserie, 1 Folge)
- 1969–1971: Wo die Liebe hinfällt (Love, American Style, Fernsehserie)
- 1970: Die Jäger des Inka–Schatzes (Brother, Cry for Me)
- 1971: D.A.: Conspiracy to Kill (Fernsehfilm)
- 1971: Ein Käfig voller Helden (Hogan’s Heroes, Fernsehserie, 1 Folge)
- 1971: Los Angeles 1937 (Fernsehserie, 1 Folge)
- 1971: Ohne Furcht und Sattel (Bearcats!, Fernsehserie, 1 Folge)
- 1971: Dr. med. Marcus Welby (Marcus Welby, M.D., Fernsehserie, 1 Folge)
- 1972: Sheriff Cade (Fernsehserie, 2 Folgen)
- 1972: O’Hara, U.S. Treasury (Fernsehserie, 1 Folge)
- 1972: Adam-12 (Fernsehserie, 1 Folge)
- 1974: Der Magier (The Magician, Fernsehserie, 1 Folge)
- 1974: Ein Sheriff in New York (McCloud, Fernsehserie, 1 Folge)
- 1974–1978: Police Story (Fernsehserie, 2 Folgen)
- 1975: Angriff der Riesenspinne (The Giant Spider Invasion)
- 1976: Draculas Todesrennen (Crash!)
- 1977: Logan’s Run (Fernsehserie, 1 Folge)
- 1978: The Transformer – Sein Hass war stärker als Gefängnismauern (The Astral Factor)
- 1978: Irrtum ausgeschlossen (No Margin for Error, Fernsehfilm)

## Auszeichnungen
Leslie Parrish wurde 1964 für ihre Darstellung in „Der Fuchs geht in die Falle“ für den Golden Globe nominiert.